# По ту сторону смерти
«По ту сторону смерти» — российский телесериал в жанре детективно-мистического кинотриллера. Главные роли исполнили Сергей Гармаш и Светлана Ходченкова.
Премьера сериала состоялась 26 февраля 2018 года на телеканале НТВ. Премьера четырёх первых серий второго сезона состоялась 6 ноября 2021 года в онлайн-кинотеатре Premier. Телевизионная премьера второго сезона состоялась 15 ноября 2021 года на НТВ.

## Сюжет

### 1-4 серии: Быстров
Неизвестный ценой своей жизни спасает из-под поезда Юлию Дёмину, научного сотрудника института исследования мозга. При погибшем нет никаких документов, лишь армейский жетон. Дёмина намерена узнать его имя, найти семью и отблагодарить. В этом ей должен помочь следователь СК Глеб Точилин, считающий дни до пенсии. Между Дёминой и Точилиным сразу возникает взаимная неприязнь, тем не менее, им приходится сотрудничать, поскольку дело приобретает неожиданный оборот. Выясняется, что обладатель жетона — контрактник Алексей Быстров — погиб в 2008 году…

### 5-8 серии: Остров
Люба, давняя знакомая Дёминой, приводит к ней на консультацию дочку соседки Настю: после трагической гибели матери девочка иногда разговаривает с ней по телефону. Точилина преследуют навязчивые сны из чужого прошлого. Случайно столкнувшись в клинике с Настей, Глеб чувствует с девочкой особенную связь… Люба везёт Настю в гости к деду, смотрителю маяка на дальневосточном острове, которого девочка никогда не видела. К удивлению Любы, Настя решает остаться с ним. Точилин осознаёт, что в его кошмарных снах к нему является дед Дёминой, без вести пропавший накануне начала Второй мировой войны.
Настя рассказывает Точилину, как во время шторма провалилась под землю и увидела двери, провода и кости. Глеб понимает, что Настя была в секретном японском бункере времён Второй мировой войны. Солдаты, прочесывая остров, ничего не находят. Дёмина не верит в существование бункера и заявляет Точилину, что уезжает в Москву. В семи милях от берега тонет японская шхуна. Троим рыбакам удаётся спастись, им выделяют комнату в казарме. К Точилину, то ли во сне, то ли наяву приходит Настя и говорит: «Это начнётся сегодня в 8.42». Сержант Валиулин, вспомнив ночью, что не проверил одну из расщелин, уходит из казармы. На следующий день возле берега находят его труп. Антон Антонович показывает Дёминой рисунки Насти. Увидев, что они очень похожи на рисунки Точилина, Дёмина решает остаться на острове.

### 9-16 серии: Чокнутая
Анна Покровская сбегает из больницы, где провела три месяца в коме после инфаркта, и приходит на Белорусский вокзал. Она думает найти там сына, которого похитили с требованием выкупа, но так и не вернули. Анна обращается в отдел полиции на вокзале, но полицейский принимает её за наркоманку и выгоняет. Внезапно Анна понимает, что слышит голоса — мысли проходящих мимо неё людей. И один человек привлекает её внимание: он думает о взрыве, который должен сейчас совершить. Анна идёт за ним и видит, как он подкладывает взрывчатку под автомобиль Глеба, который как раз в этот момент возвращается с рыбалки и направляется к машине. Раздаётся взрыв, Глеба не задело лишь чудом. Анна соглашается дать показания и составить фоторобот взрывателя в обмен на помощь в поиске сына. Глеб обещает ей помочь.

## В ролях
| Актёр                       | Роль                         |
| --------------------------- | ---------------------------- |
| Сергей Гармаш               | Глеб Валерьянович Точилин    |
| Светлана Ходченкова         | Юлия Борисовна Дёмина        |
| Ольга Титова                | Катя Дёмина                  |
| Виктор Добронравов          | Алексей Владимирович Быстров |
| Сабина Ахмедова             | Зора                         |
| Илья Любимов                | Лукас                        |
| Александр Рапопорт          | Силецкий                     |
| Екатерина Дурова            | Анна Ивановна Лемехова       |
| Елена Шилова                | Лена                         |
| Никита Прозоровский-Семёнов | Александр Ильич Бабич        |
| Ирина Цывина                | Галя                         |
| Дмитрий Малашенко           | Гена Булавин (Бублик)        |
| Григорий Зельцер            | Дмитрий Валентинович Рощин   |
| Андрей Градов               | Павел Михайлович Климов      |
| Марта Тимофеева             | Настя                        |
| Сергей Сосновский           | Антон Антонович Красильников |
| Татьяна Митиенко            | Любовь Васильевна            |
| Станислав Бондаренко        | Игорь Жданов                 |
| Андрей Егоров               | Филимонов                    |
| Максим Белбородов           | Сергей Дёмин                 |
| Артём Лысков                | сержант Валиулин             |
| Виктория Исакова            | Анна Даниловна Покровская    |
| Лев Прыгунов                | Борис Павлович Молчанов      |
| Эммануил Виторган           | Сильвестр                    |
| Владимир Данай              | Илья Говоров                 |
| Сергей Марин                | Игорь Леонидович Гордин      |
| Валерия Шкирандо            | Ольга Печерникова            |
| Алла Юганова                | Марина Савельевна Кузьменко  |
| Сергей Губанов              | Максим Леонидович Козырев    |
| Сергей Пиотровский          | Алексей Иванович Гайдуков    |
| Вадим Цаллати               | Дамир Аль Саид               |
| Сергей Комаров              | Руслан Идигов                |
| Гурам Баблишвили            | Заур Арцоев                  |
| Сергей Сафронов             | Маркус Кан                   |
| Мария Баева                 | Соня Беликова                |
| Алексей Варущенко           | Александр Рябцев             |
| Наталия Потапова (2 сезон)  | продавец                     |

## Список эпизодов
| № серии | Название | Описание серии |
| ------- | -------- | --- |
| 1       | 2017     | «Быстров. 1-я часть». Один из лучших следователей СК Глеб Точилин считает дни до выхода на пенсию. Но прежде чем отправиться на законный отдых, ему предстоит разобраться в таинственной истории исчезновения тела мужчины. Он попал под поезд, бросившись на помощь незнакомке, которую столкнули на пути двое хулиганов. А на следующий день погибший просто встал и ушел прямо из здания морга… В поисках «живого трупа» следователю должна помочь сотрудница Института мозга Юлия Дёмина — та самая незнакомка, которую мужчина спас из-под колес электрички. |
| 2       | 2017     | «Быстров. 2-я часть». Точилин вместе с Дёминой узнают, что герой, спасший женщину, — контрактник Алексей Быстров, погибший во время боевой операции ещё в 2008 году. Они приезжают в интернат, где рос Лёша, и узнают первую историю его «кончины». В подростковом возрасте тот отправился на речку с друзьями и получил смертельный удар молнии. Дети наспех его похоронили, зарыв в песок. Следующей ночью Быстров вернулся в интернат живой и невредимый… |
| 3       | 2017     | «Быстров. 3-я часть». Глеб Точилин узнает об убийстве пенсионерки, приютившей Быстрова. Во дворе её дома следователь замечает людей, которые преследуют Алексея. Но прежде чем он успевает что-либо выяснить, те нападают на него с шокером. Очнувшись в заброшенном здании за городом, Точилин понимает, что находится недалеко от дома Юлии, и спешит предупредить её: дело принимает опасный оборот, и жизнь Дёминой теперь тоже под угрозой. |
| 4       | 2017     | «Быстров. 4-я часть». Неизвестные похищают возлюбленную Быстрова Лену с малолетним сыном. Теперь Точилину нужно не только разобраться с феноменом Алексея, которого уже несколько раз признавали мертвым, но и найти тех, кто ведет за Быстровым настоящую охоту. Понять, что на самом деле происходит с «бессмертным» мужчиной, помогает врач, который оперировал его много лет назад… |
| 5       | 2017     | «Остров. 1-я часть». Знакомая Дёминой приводит к ней на консультацию девочку Настю, над которой планирует оформить опеку. После автокатастрофы малышка осталась без мамы, а спустя некоторое время стала разговаривать по телефону… с погибшей матерью. Юлия заверяет знакомую, что так ребёнок пытается справиться с потерей. Тем временем Глеб Точилин мучается из-за жутких кошмаров. Несмотря на плохое самочувствие, он отправляется на день рождения дочери Дёминой и в разгар праздника падает без чувств. |
| 6       | 2017     | «Остров. 2-я часть». После приступа Глеб попадает в Институт мозга, где у него обнаруживают опухоль. Дёминой он заявляет, что в своих кошмарах видит её деда. Ему удается узнать, что тот пропал на озере Хасан в 1938 году, а после мог попасть на остров 732, где японцы проводили жестокие опыты на людях. Слушая странный рассказ следователя, Юлия вспоминает, что похожие кошмары ей описывала её юная пациентка Настя. |
| 7       | 2017     | «Остров. 3-я часть». Точилин с Дёминой навещают Настю и её дедушку. Девочка рассказывает, что на днях по дороге к маяку провалилась в расщелину, где якобы успела заметить ржавые двери, провода и человеческие останки. Следователь уверен: Настя видела вход в секретный японский бункер времен Второй мировой. Глеб просит солдат, находящихся на острове, внимательно обследовать территорию вокруг маяка. Тем временем военные доставляют на остров попавших в шторм японских рыбаков. Точилин подозревает, что появление здесь японцев неслучайно… |
| 8       | 2017     | «Остров. 4-я часть». На острове начинают происходить странные события: при загадочных обстоятельствах гибнет один из солдат, а вскоре на заставе выходят из строя все средства связи. Военные связывают эти события с приездом столичных гостей и отправляют Точилина с Дёминой под замок. Вооруженное нападение на погранзаставу помогает им сбежать. Следователь просит дедушку Насти об убежище, но мужчина уверяет: на маленьком острове спрятаться негде. Неожиданное решение предлагает Настя… |
| 9 — 10  | 2017     | «Чокнутая. 1-2 части». Анна Покровская сбегает из больницы, где провела три месяца в коме после инфаркта и приходит на Белорусский вокзал. Она думает найти там сына, которого похитили с требованием выкупа, но так и не вернули. Анна обращается в отдел полиции на вокзале, но полицейский принимает её за наркоманку и выгоняет. Внезапно Анна понимает, что слышит голоса — мысли проходящих мимо неё людей. И один человек привлекает её внимание — он думает о взрыве, который должен сейчас совершить. Анна идет за ним и видит, как он подкладывает взрывчатку под автомобиль Глеба, который как раз в этот момент возвращается с рыбалки и направляется к машине. Раздается взрыв, Глеба не задело лишь чудом. Анна соглашается дать показания и составить фоторобот взрывателя в обмен на помощь в поиске сына. Глеб обещает ей помочь. |
| 11 — 12 | 2017     | «Чокнутая. 3-4 части». Точилин и Покровская проникают в подпольное казино. Хозяин заведения сообщает Анне, что её муж действительно играл и задолжал ему крупную сумму, которую обещал вернуть. Покровская подозревает, что у Игоря был роман с её подругой Ольгой Печерниковой, переехавшей после увольнения в Петербург. Анна и Точилин отправляются в Петербург. Приятель Деминой Макс, работающий в полиции, приносит ей досье на Анну. В её биографии много темных пятен. Её логистический бизнес, который она вынуждена была продать своему конкуренту Ченцову, возможно причастен к торговле оружием и наркотиками. Демина срочно вылетает в Питер, чтобы предупредить Точилина… |
| 13 −14  | 2017     | «Чокнутая. 5-6 части». Анна встречается с Идиговым в колонии. Она сообщает Глебу, что начальник оперчасти Донник, воевавший на Кавказе, связан с Идиговым. Донник попадает в разработку, в его кабинете устанавливают скрытое видеонаблюдение, и Точилин получает подтверждение связи Донника с Идиговым, которому Донник помогает держать связь с террористами. Демина узнает от Молчанова, что её настоящий отец — кубинец Мигель, которого уже нет в живых. После этого признания она начинает верить в способности Покровской. Покровская подозревает в похищении своего сына, больного аутизмом, его врача Валентину Князеву, но этот след опять никуда не ведет… |
| 15 — 16 | 2017     | «Чокнутая. 7-8 части». Установлена личность террориста, связанного с группой Идигова. Террористы захватывают центр детского творчества и удерживают в заложниках детей. В здание их впускает Говоров, работающий там охранником. Их требование — выпустить Идигова. Катя, дочь Деминой, сбегает из детского лагеря и оказывается среди заложников. Отец Деминой встречается с представителем террористов. На встречу он берет Покровскую, которая сообщает ему настоящие намерения террористов — взорвать центр сразу после того, как они получат Идигова, и скрыться по тайному туннелю под центром. Анна надеется получить хоть какую-то информацию о сыне… |

## Рейтинги
- Премьера сериала продемонстрировала отличные показатели: средняя доля показа составила 14,4 % (рейтинг — 4,6 %).[2]

## Критика
Сериал получил в основном положительные отзывы от критиков.
На сайте «Кинопоиск» сериал имеет оценку 7 баллов из 10.